# Andy Dick
Andrew Roane "Andy" Dick, född 21 december 1965 i Charleston, South Carolina, är en amerikansk komiker och skådespelare.
Dick har bland annat varit med i komediserien Inte helt perfekt.

## Fotnoter
1. ↑  Internet Movie Database, IMDb-ID: nm0004873co0047972, läst: 14 oktober 2015.[källa från Wikidata]
2. ↑  SNAC, SNAC Ark-ID: w64b6cmd, läs online, läst: 9 oktober 2017.[källa från Wikidata]
3. 1 2  Tjeckiska nationalbibliotekets databas, NKC-ID: xx0219229, läst: 18 december 2022.[källa från Wikidata]
4. ↑  Tjeckiska nationalbibliotekets databas, NKC-ID: xx0219229, läst: 8 februari 2024.[källa från Wikidata]
5. ↑  Tjeckiska nationalbibliotekets databas, NKC-ID: xx0219229, läst: 28 februari 2025.[källa från Wikidata]